# Караярви
Караярви — пресноводное озеро на территории Кестеньгского сельского поселения Лоухского района Республики Карелии.

## Общие сведения
Площадь озера — 1,5 км². Располагается на высоте 253,0 метров над уровнем моря.
Форма озера продолговатая: оно более чем на два километра вытянуто с юго-запада на северо-восток. Берега изрезанные, каменисто-песчаные, преимущественно возвышенные.
С востока в Караярви впадает протока, вытекающая из озера Терваярви. На западе Караярви соединяется с озером Аухтиярви, через которое протекает река Вуоснайоки, впадающая в реку Кутсайоки, которая, в свою очередь, впадает в реку Тумчу.
В озере расположено не менее пяти безымянных островов различной площади.
Населённые пункты и автодороги вблизи водоёма отсутствуют.
Код объекта в государственном водном реестре — 02020000511102000001151.